# Улица Ватаева (Владикавказ)
Улица Бимбола́та Вата́ева — улица во Владикавказе (Северная Осетия, Россия). Улица располагается в Затеречном муниципальном округе Владикавказа между Мамисонским переулком и улицей Островского. Начинается от Мамисонского переулка.
Улицу пересекают улицы Ларионова, Пашковского, Кирова и Соломона Таутиева.

## История
Улица названа в честь народного артиста России и Северной Осетии Бимболата Ватаева.
Улица образовалась во второй половине XIX века и впервые была отмечена как улица Сапёрная на карте «Кавказского края», которая издавалась в 60 — 70-е годы XIX века. В 1891 году значится уже как улица Артиллерийская. Получила своё наименование от 21-й артиллерийской бригады 3-го Кавказского армейского корпуса, управление которой в то время находилось во Владикавказе. Упоминается под этим же названием в Перечне улиц, площадей и переулков от 1911 и 1925 годов.
16 июня 2000 года улица Артиллерийская решением администрации местного самоуправления города Владикавказа была переименована в улицу Бимболата Ватаева.

## Значимые объекты
- д. 51 — детская музыкальная школа.
- д. 57/ Кирова, 4 — памятник истории, объект культурного наследия. Дом, где с 1975 г. жил и в 1987 г. умер Г. А. Калоев, Герой Советского Союза[5].

## Источник
- Карта Кавказского края, издание картографического заведения А. Ильина, СПб, 60 — 70-е года XIX века.
- Владикавказ. Карта города, изд. РиК, Владикавказ, 2011
- Кадыков А. Н., Улицы, переулки, площади и проспекты г. Владикавказа: справочник, изд. Респект, Владикавказ, 2010, стр. 55 — 57, ISBN 978-5-905066-01-6
- Киреев Ф. С., По улицам Владикавказа, изд. Респект, Владикавказ, 2014, стр. 20 — 21, ISBN 978-5-905066-18-4.
- Торчинов В. А., Владикавказ., Краткий историко-краеведческий справочник, Владикавказ, Северо-Осетинский научный центр, 1999, стр. 90, 91, ISBN 5-93000-005-0